# Communauté de communes des Avaloirs
La communauté de communes des Avaloirs est une ancienne communauté de communes française, située dans le département de la Mayenne et dans la région Pays de la Loire.

## Histoire
La communauté de communes des Avaloirs est créée par un arrêté du 28 décembre 2001. Le 19 septembre 2005 sont publiées la définition de l'intérêt communautaire et la modification des statuts.
Le président, Fernand Leblanc, maire de La Pallu, meurt en avril 2011 et est remplacé par le maire de Saint-Samson, Michel Lambert.
Le 31 décembre 2013, la communauté de communes des Avaloirs fusionne avec la communauté de communes de Villaines-la-Juhel pour constituer la communauté de communes du Mont des Avaloirs.

## Composition
La communauté regroupait les neuf communes du canton de Couptrain et les sept communes du canton de Pré-en-Pail, soit seize communes :
1. Boulay-les-Ifs
2. Champfrémont
3. Chevaigné-du-Maine
4. Couptrain
5. Javron-les-Chapelles
6. Lignières-Orgères
7. Madré
8. Neuilly-le-Vendin
9. La Pallu
10. Pré-en-Pail
11. Ravigny
12. Saint-Aignan-de-Couptrain
13. Saint-Calais-du-Désert
14. Saint-Cyr-en-Pail
15. Saint-Pierre-des-Nids
16. Saint-Samson

## Administration
| Période      | Période       | Identité        | Étiquette | Qualité               |
| ------------ | ------------- | --------------- | --------- | --------------------- |
| janvier 2002 | avril 2011    | Fernand Leblanc |           | Maire de La Pallu     |
| avril 2011   | décembre 2013 | Michel Lambert  |           | Maire de Saint-Samson |